# Verisäkeet
Verisäkeet ("versetti di sangue") è il quarto album della band finlandese Moonsorrow. È uscito il 23 febbraio 2005 sotto l'etichetta della Spinefarm Records.

## Tracce
1. Karhunkynsi – 14:00
2. Haaska – 14:42
3. Pimeä – 14:08
4. Jotunheim – 19:28
5. Kaiku – 8:19

## Formazione
- Ville Sorvali: voce, basso, coro
- Marko Tarvonen: batteria, percussioni, chitarra acustica a 12 corde, voce di sottofondo, coro
- Mitja Harvilahti - chitarra solista e ritmica, voce di sottofondo, coro
- Henri Sorvali - chitarra solista e ritmica, tastiere, chitarra acustica a 6 corde, scacciapensieri, Tin Whistle, voce di sottofondo, coro
- Markus Eurén - tastiera, coro